# Trópico (álbum)
Trópico es un álbum recopilatorio del músico guatemalteco Ricardo Arjona, publicado por Sony Music el 13 de junio de 2009. El disco contiene algunas de las canciones más exitosas del cantautor en versiones grabadas por reconocidos artistas y bandas como Panteón Rococó, Marc Anthony, Gilberto Santa Rosa, Víctor Manuelle, Elvis Crespo y Tito Nieves.

## Lista de canciones
1. "Historia de taxi" - con Marc Anthony - 6:01
2. "Buenas noches Don David" - Gilberto Santa Rosa - 5:25
3. "Ella y él" - Ricardo Arjona - 6:13
4. "Primera vez" - Víctor Manuelle - 4:23
5. "Un Caribe en Nueva York" - Ricardo Arjona - 5:23
6. "Mujeres" - Elvis Crespo - 5:39
7. "Cuando" - Ricardo Arjona - 4:33
8. "Tu reputación" - Tito Nieves - 4:46
9. "Lo poco que queda de mi" - Ricardo Arjona - 4:56
10. "Quien diría" - Eddie Santiago - 4:34
11. "Te enamoraste de ti" - Ricardo Arjona - 4:27
12. "Detrás de mi ventana" - Melina León - 4:51
13. "Mesías" - Ricardo Arjona - 4:41
14. "Desnuda" - Huey Dunbar - 4:52
15. "Si el norte fuera el sur" - con Panteón Rococó - 4:31